# Samsung Galaxy A11
Samsung Galaxy A11 — смартфон, розроблений компанією Samsung Electronics. Входить до серії Galaxy A. Був анонсований 13 березня 2020 року.

## Дизайн
Екран виконаний зі скла. Корпус виконаний з глянцевого пластику.
Знизу розміщені роз'єм USB-C, динамік та мікрофон. Зверху розташовані другий мікрофон та 3.5 мм аудіороз'єм. З лівого боку розташований залежно від версії слот під 1 або 2 SIM-картки і карту пам'яті формату microSD до 512 ГБ. З правого боку розміщені кнопки регулювання гучності та кнопка блокування смартфону. Сканер відбитків пальців знаходиться на задній панелі.
Samsung Glalaxy A11 продається в 4 кольорах: чорному, білому, блакитному та червоному. В Україні смартфон доступний у всіх наведених кольорах окрім блакитного.

## Технічні характеристики

### Апаратне забезпечення

#### Платформа
Смартфон отримав процесор Qualcomm Snapdragon 450 та графічний процесор Adreno 506.

#### Акумулятор
Акумуляторна батарея отримала об'єм 4000 мА·год та підтримку швидкої зарядки на 15 Вт.

#### Камера
Смартфон отримав основну потрійну камеру 1  Мп, f/1.8 (ширококутний) + 5 Мп, f/2.2 (ультраширококутний) + 2 Мп, f/2.4 (сенсор глибини) з автофокусом та здатністю запису відео в роздільній здатності 1080p@30fps. Фронтальна камера отримала роздільність 8 Мп, діафрагму f/2.0 та здатність запису відео в роздільній здатності 1080p@30fps.

#### Екран
Екран PLS TFT LCD, 6.5", HD+ (1560 × 720) зі щільністю пікселів 268 ppi, співвідношенням сторін 19.5:9 та круглим вирізом під фронтальну камеру, що розміщений зверху в лівому кутку.

#### Пам'ять
Смартфон продається в комплектаціях 2/32, 3/32 та 4/64 ГБ. В Україні офіційно продається лише версія на 2/32 ГБ.

### Програмне забезпечення
Смартфон був випущений на One UI 2.1 на базі Android 10. Був оновлений до One UI 3.1 на базі Android 11
Залежно від регіону він може підтримувати безконтактні платежі через NFC в платіжних сервісах таких як Samsung Pay, Google Pay та інших, які можна встановити окремо.